# Reichenbach (Vogtland) Unterer Bahnhof
Reichenbach (Vogtland) Unterer Bahnhof is een voormalig spoorwegstation in de Duitse plaats Reichenbach im Vogtland. Het was een tussenstation van de route Reichenbach oberer Bahnhof - Göltzschtalbrücke en een eindpunt van het smalspoorlijn naar Oberheinsdorf.
Het station werd geopend in 1895 en gesloten in 1974, maar de smalspoorbaan was alleen in bedrijf van 1902 tot 1962. Bundesstraße 94 loopt nu over het terrein van het voormalige station. Stationsgebouw en goederenloods zijn gerenoveerd voor de tuinbouwtentoonstelling 2009.